# Osebno lastno ime
Osebna lastna imena ali lastna imena bitij so vrsta lastnih imen, s katerimi individualno poimenujemo bitja in bitjeliko, torej osebe, živali, verska in mitološka bitja. Pišemo jih z veliko začetnico. Osebna lastna imena so bila nekoč, pred uvedbo priimkov, pogosteje enodelna (enobesedna: Črtomir, Gorazd, ali večbesedna: Sokolje oko), taka so pogosto tudi pravljična imena: Trdoglav,
Pepelka, Zlatolaska. Danes so osebna lastna imena pogosteje večdelna (sestojijo iz enega ali več imen in enega ali več priimkov, lahko tudi še iz vzdevka ipd.: France Prešeren, Lucijan Marija Škerjanc).

## Vrste osebnih lastnih imen
Med osebnimi lastnimi imeni ločimo:
- rojstna ali krsta imena: Jaka, Vida, Leonardo, Anamarija, Hans Ivan;
- družinska imena ali priimke: Vodopivec, Trdina, Van Oloffson;
- psevdonime ali skrivna imena: Aleksandrov, Prežihov Voranc;
- vzdevke: Piflarček, Kruti;
- imena za prebivalce: 
  - držav in dežel: Slovenec, Egipčan, Dolnjeavstrijka;
  - pokrajin: Savinjčan, Korošica, Bric;
  - naselij: Slovenjgradčanka, Čatežan, Gozdmartuljčan;
- veroslovna, pravljična in bajeslovna bitja: Bog, Alah; Božiček;
- imena živali: Šeka, Koki;
- poimenovanja za alegorične poosebitve: Ljubezen, Poezija.

## Pravila in posebnosti
- Pri dvodelnih osebnih lastnih imenih je pravilno zaporedje ime – priimek (Ivan Tavčar); v abecednih seznamih pišemo včasih priimek pred imenom in v takem primeru je najbolje, da ju ločimo z vejico: Pipan, Marko.[1]
- Pri osebah moškega spola sklanjamo imena in priimke (Tone Vidrih – Toneta Vidriha). Sklanjamo tudi določila pred osebnimi lastnimi imeni (gospod profesor Udo Franck – gospoda profesorja Uda Francka).[3]
- Pri osebah ženskega spola sklanjamo le ime (Tina Pihler – Tine Pihler).[3]  Če se priimek končuje na -a, ga včasih tudi sklanjamo (slike Ivane Kobilca ali slike Ivane Kobilce).[4] Sklanjamo tudi določila pred osebnimi lastnimi imeni (gospa magistrica Olga Kumer – gospe magistrice Olge Kumer).[3]
- Pri hkratnem navajanju ženskega in moškega imena ob priimku je sklanjanje priimka odvisno od tega, katero ime je bliže priimku (Agata in Gašper Kovač – Agate in Gašperja Kovača; Gašper in Agata  Kovač – Gašperja in Agate Kovač).[4]
- Tuje predložne in podobne dele priimka (t. i. predimke) pišemo citatno: A Prato, A’Beckett, de Musset, De Amicis, De La Mare, de l’Estoile, McCarthy, MacDonald, van Beethoven, Van Tieghem.[1]
- Kadar ime za prebivalca dobi predpono ne-, se velika začetnica prenese nanjo: Slovenec – Neslovenec, Ljubljančan – Neljubljančan.[1]
- Časovne in zemljepisne pridevke ob imenih narodov ipd. pišemo z malo začetnico (stari Slovani, zamejski Slovenci, zahodni/južni Slovani), če pa iz takih večbesednih poimenovanj naredimo enobesedna, veliko začetnico z lastnega imena prenesemo na začetek: prvotni Slovani > Praslovani, istrski Roman > Istroroman.[1]